# 777 - Sect(s)
777 - Sect(s) è l'ottavo album in studio del gruppo musicale Blut Aus Nord, pubblicato il 2011 dalla Debemur Morti Productions.

## Tracce
1. Epitome I – 7:57
2. Epitome II – 6:51
3. Epitome III – 4:52
4. Epitome IV – 11:52
5. Epitome V – 6:23
6. Epitome VI – 7:31

## Formazione
- Vindsval - voce, strumenti